# الحقائق المخفية
الحقائق المخفية (بالإسبانية: Verdades ocultas)‏ هو مسلسل تلفزيوني تشيلي تم بثه على رؤية ميجا منذ عام 2017.

## روابط خارجية
- الحقائق المخفية على موقع IMDb (الإنجليزية)
- الحقائق المخفية على موقع كينوبويسك (الروسية)
- الحقائق المخفية على موقع قاعدة بيانات الفيلم (الإنجليزية)